# Locomotive Garratt

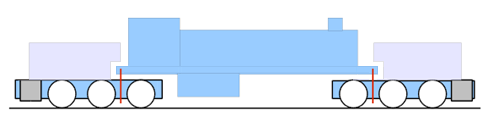
Principe d'une Garratt 030+030

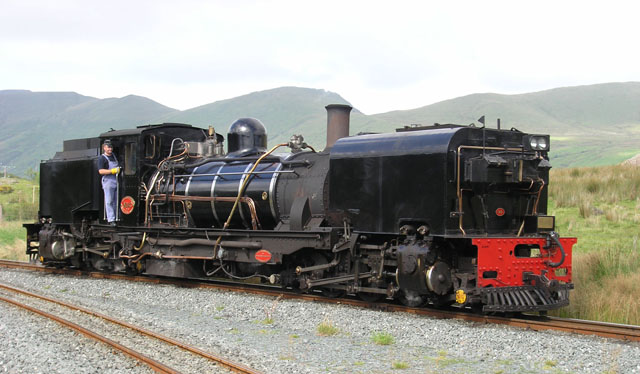
Locomotive Garratt à voie étroite (2 pieds) SAR série NG G16 (Afrique du Sud) préservée en état de marche par le Welsh Highland Railway.

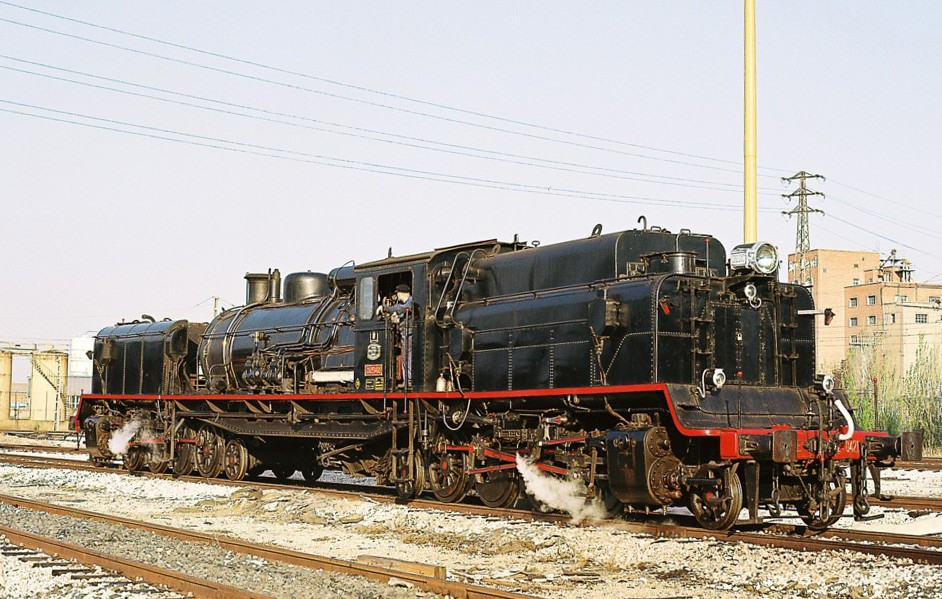
La Garratt 282 0421 de la Renfe (Espagne).

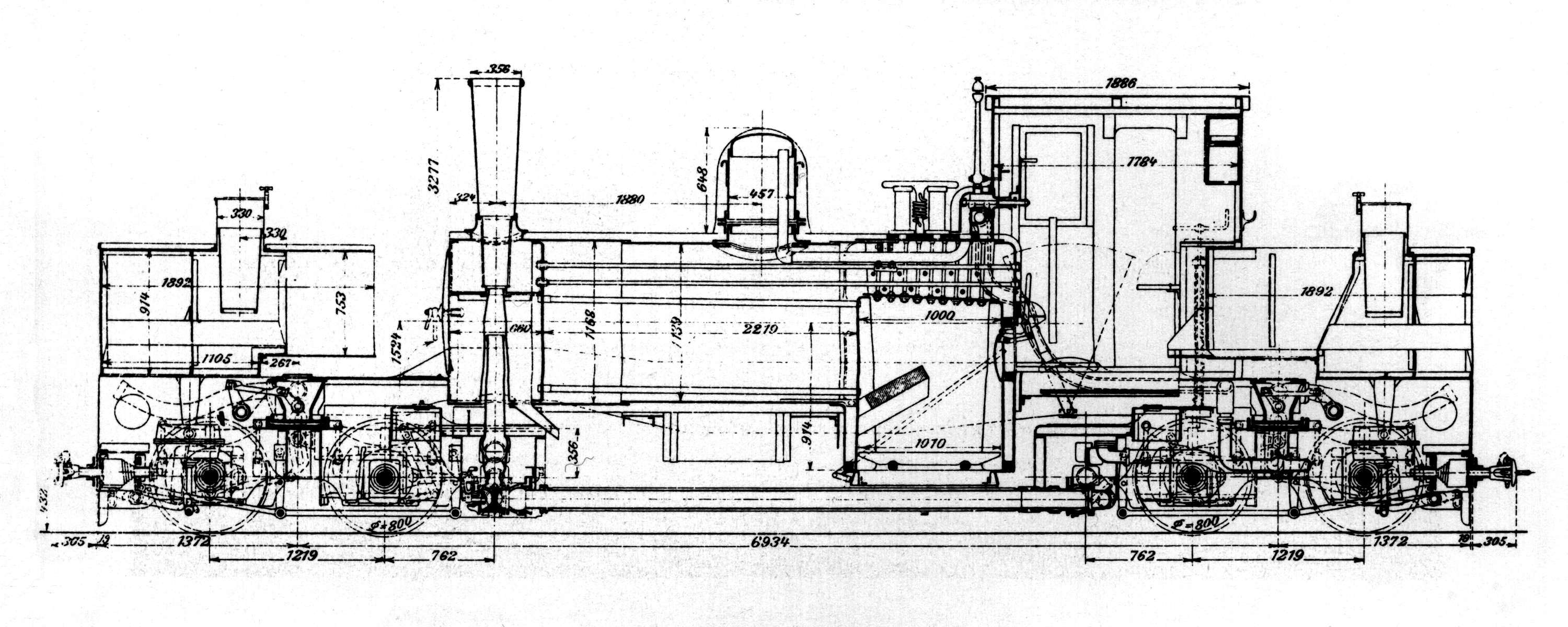
Plan de la K1, la première locomotive Garratt.

Une locomotive Garratt est une locomotive à vapeur articulée dont la structure spécifique fut inventée en 1907 par Herbert William Garratt, ingénieur ferroviaire britannique.
La locomotive se compose d'un châssis central, portant le corps cylindrique et l'abri, articulé sur deux trucks comportant chacun un mécanisme complet de moteur à vapeur (cylindres et distribution) et équipé d'essieux moteurs et porteurs. Ces trucks font en général office de tender.
Ces locomotives ont été conçues pour assurer la traction de trains lourds sur des voies étroites et sinueuses. Leur architecture permet la répartition de l'effort sur un grand nombre d'essieux sans que la longueur de la machine compromette sa bonne inscription en courbe.

## Historique
Garratt confia à Beyer-Peacock, entreprise de Manchester, la construction du premier modèle pour répondre à un appel d'offres du gouvernement de Tasmanie pour une courte ligne à voie étroite. Deux petites locomotives (nommées classe K) furent construites en 1909. Elles étaient du type 020+020 avec moteur compound, ce qui fut une exception pour les Garratt.
Outre une locomotive de type proche construite pour le chemin de fer du Darjeeling, ce sont les six Garratt 130+031 construites en 1911 pour les chemins de fer australiens qui furent véritablement les ancêtres d'une lignée importante de locomotives Garratt pour voie normale. Beyer-Peacock, titulaire de la licence Garratt, vendit ces machines sous le nom de Beyer-Garratt.
Des Beyer-Garratt furent mises en service à peu près partout dans le monde à partir de 1920 mais surtout dans les pays où l'infrastructure ferroviaire avait été construite soit dans des conditions difficiles soit à l'économie. On trouvait ainsi des Garratt en Afrique du Sud, au Kenya et en Ouganda (Lunatic Railway), au Brésil, en Australie, en Asie, en Espagne.
Des Garratt furent mises en service avec succès sur le réseau du PLM d'Algérie. Depuis 1860 le réseau algérien est largement déployé avec les techniques les plus modernes disponibles. Dès 1913 des Garratt 040+040 étaient mises en service. La fusion des compagnies locales en 1933 en une seule (les CFA) fut l'occasion de mettre en service des machines puissantes pour service voyageurs capables de soutenir le 110 km/h en particulier sur la ligne Alger-Oran. Le choix est fait pour un type Garratt « double Pacific » 231+132T. Capables d'atteindre les 130 km/h et longues de 40 m, elles assureront un service de qualité jusqu'à la guerre d'Algérie, la métropole n'ayant jamais accueilli d'aussi imposantes locomotives. Ce sont de plus des Garratt 241+142 YTA qui assurèrent des services marchandises sur les lignes métriques algériennes de l'intérieur. Toutes ces Garratt « algériennes » avaient été construites par Haine Saint-Pierre et par la Société franco-belge (SFB).
Dans les années 1938-1941 des Garratt métriques similaires furent mises en service au Sénégal et en Côte d'Ivoire.

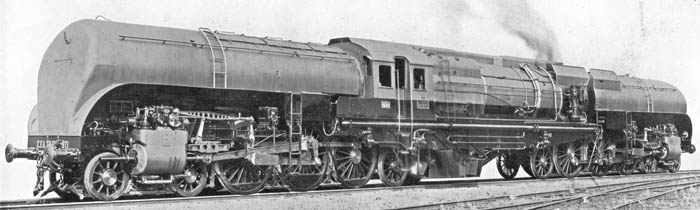
La Garratt PLM-A 231+132 BT (Algérie, 1936).

## Philatélie
La poste a émis un timbre issu du bloc feuillet Les légendes du rail sorti en 2001. d'une valeur faciale de 1 F 50 c (0.23€) N° YT 3409